# Numenius americanus
Il chiurlo americano (Numenius americanus, Bechstein 1812) è un uccello della famiglia degli Scolopacidae dell'ordine dei Charadriiformes.

## Sistematica
Numenius americanus ha tre sottospecie:
- N. americanus americanus
- N. americanus occidentalis
- N. americanus parvus

## Distribuzione e habitat
Questo uccello vive in Nord America, dal Canada alla Costa Rica, e in Venezuela. È accidentale nei Caraibi, nel Belize, a Panama, in Guyana, Suriname e Guyana francese.

## Galleria d'immagini

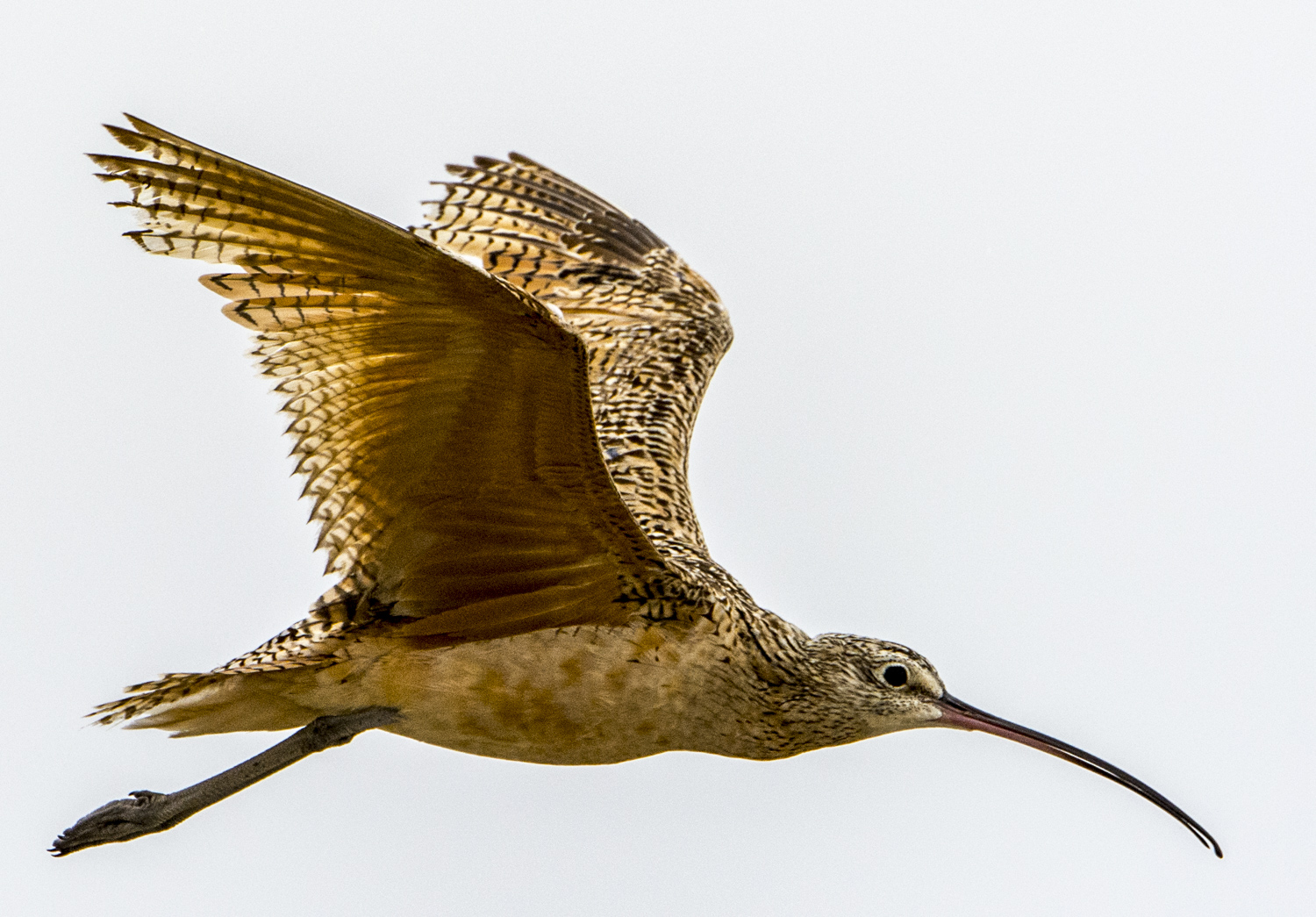
In volo
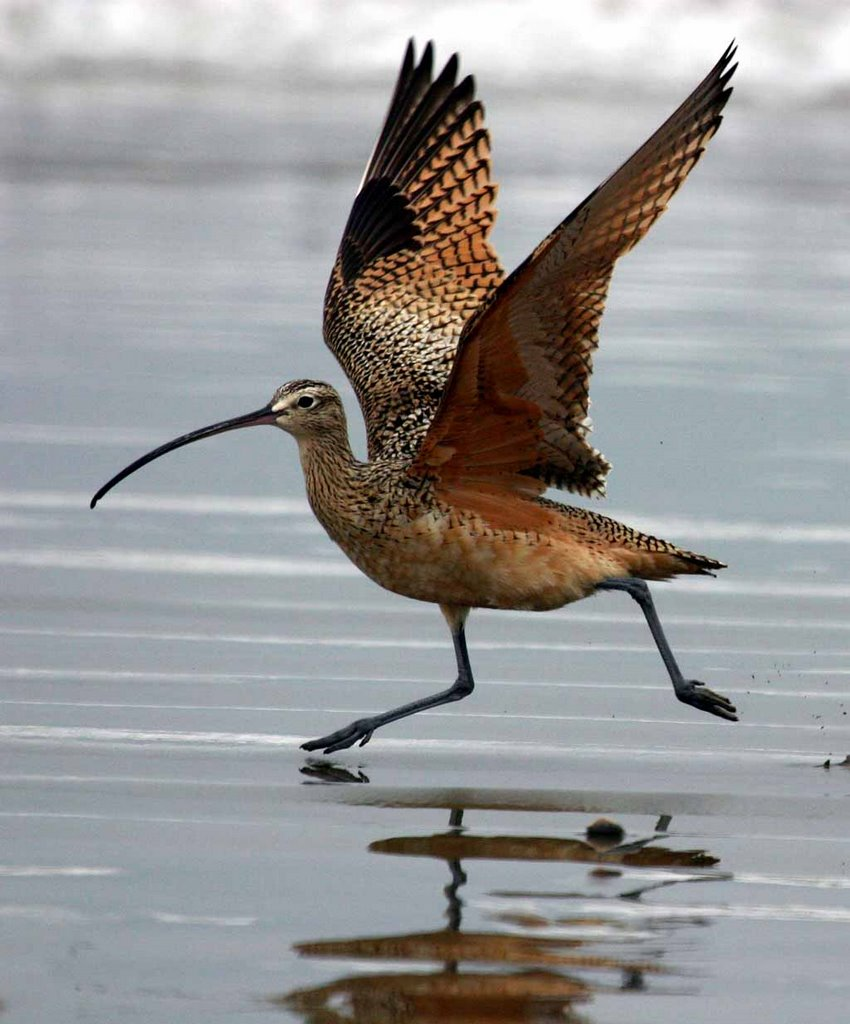
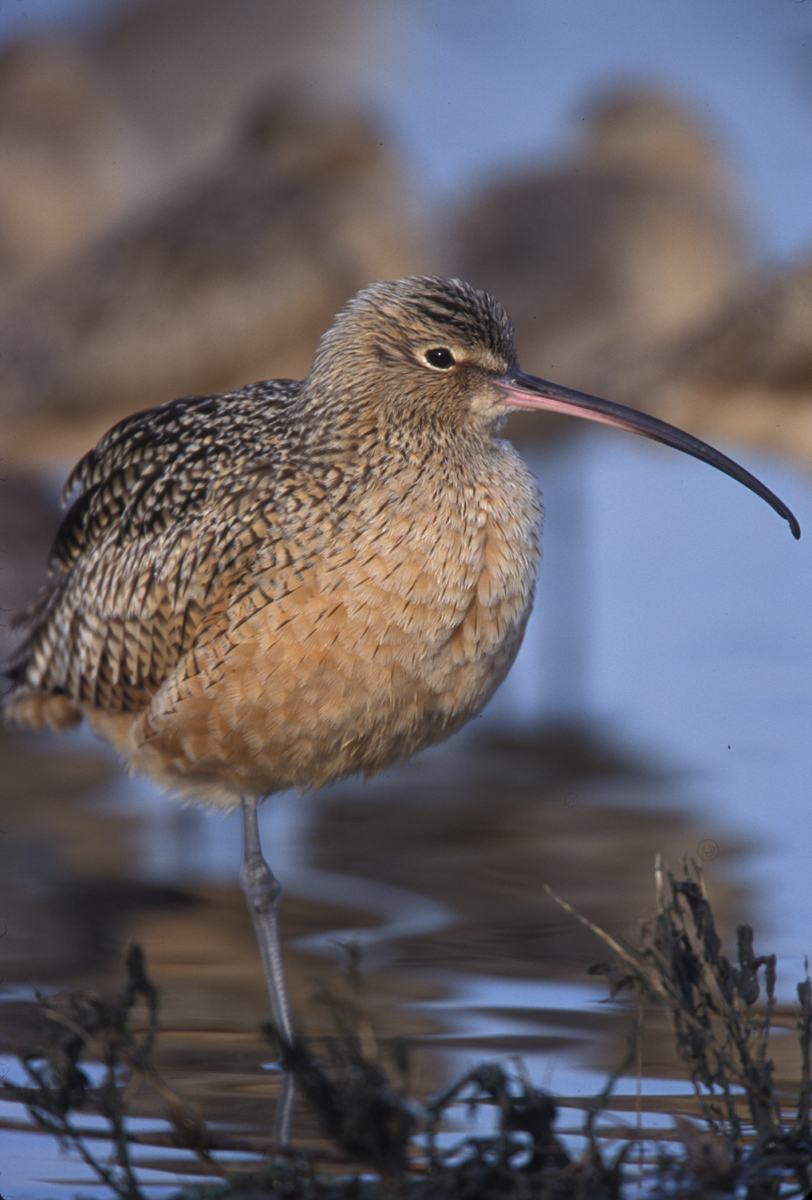
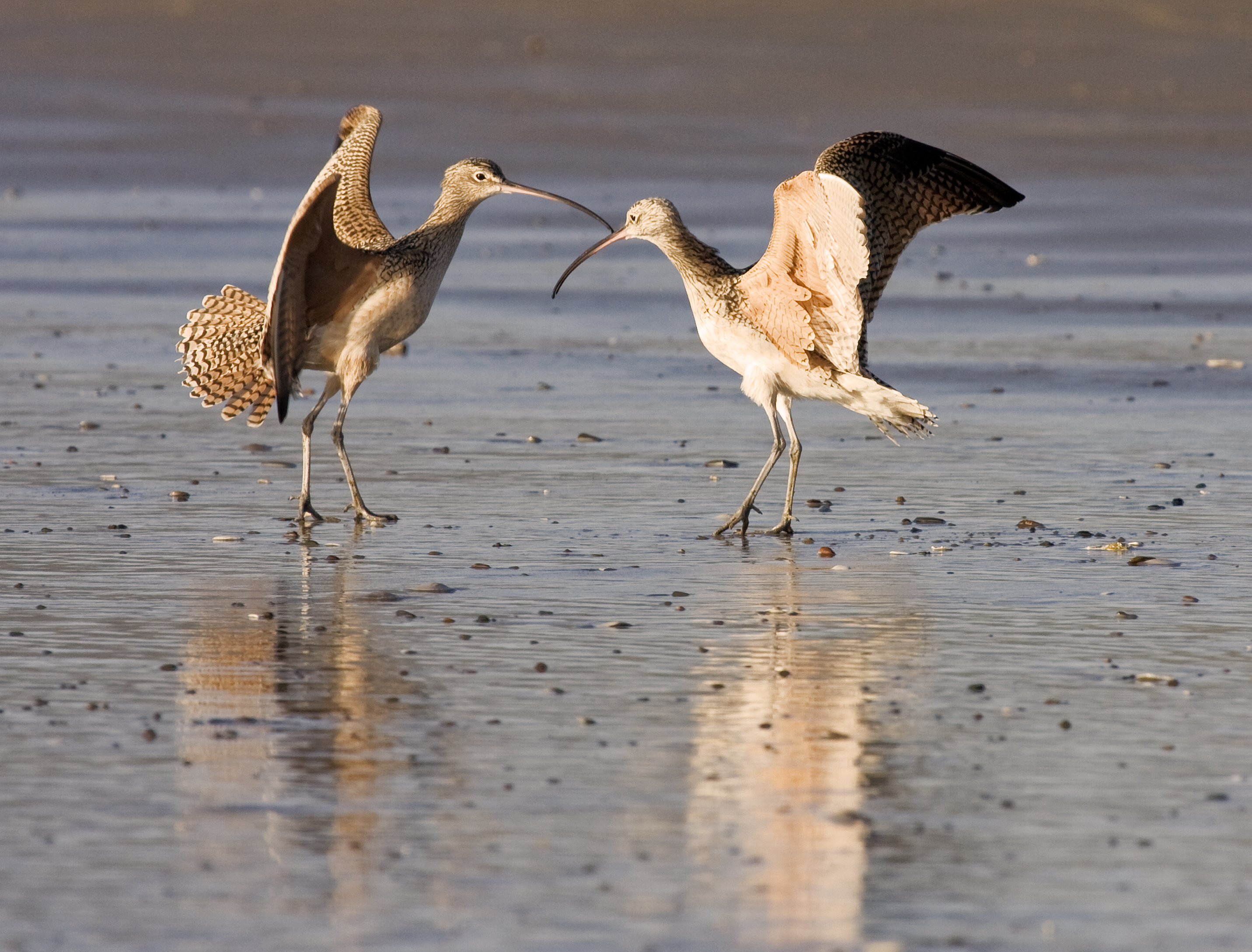
Chiurli americani durante il corteggiamento